# دبليو 41 (قنبلة نووية)
دبليو 41 هو رأس حربي نووي أميركي والذي تم التحقيق فيه في أواخر الخمسينات. كان البرنامج معد للاستخدام في صاروخ كروز وتم إلغائه في عام 1957. كان دبليو 41 عبارة عن تكيف للقنبلة النووية الحرارية بي 41 التي تم إنتاجها بأعداد كبيرة لمدة 15 عام.

## التاريخ
نسخة من رأس حربي للقنبلة الحرارية بي 41 وتطور دبليو 41 بدأ في نوفمبر 1956 في مختبر لورانس ليفرمور الوطني استمر حتى يوليو 1957 عندما تم إلغاء القنبلة.

## نظرية المؤامرة
بعد تسرب النفط في ديب ووتر هورايزون بدأت نظريات المؤامرة التي ادعت استخدام قنبلة نووية من نوع دبليو 41 لحفر بئر نفط.